# ジェイコブ・ブロノフスキー
ジェイコブ・ブロノフスキー（Jacob Bronowski 1908年1月18日 - 1974年8月22日) は、ポーランド出身・ユダヤ系のイギリスの統計学者・歴史家、詩人、科学の哲学者。人文系の科学への解説で知られる。BBCの科学ドキュメンタリーの作家であり、科学の解説者として著書『人間の進歩』が著名だった。当時ロシア領だったポーランドのウッチ出身。

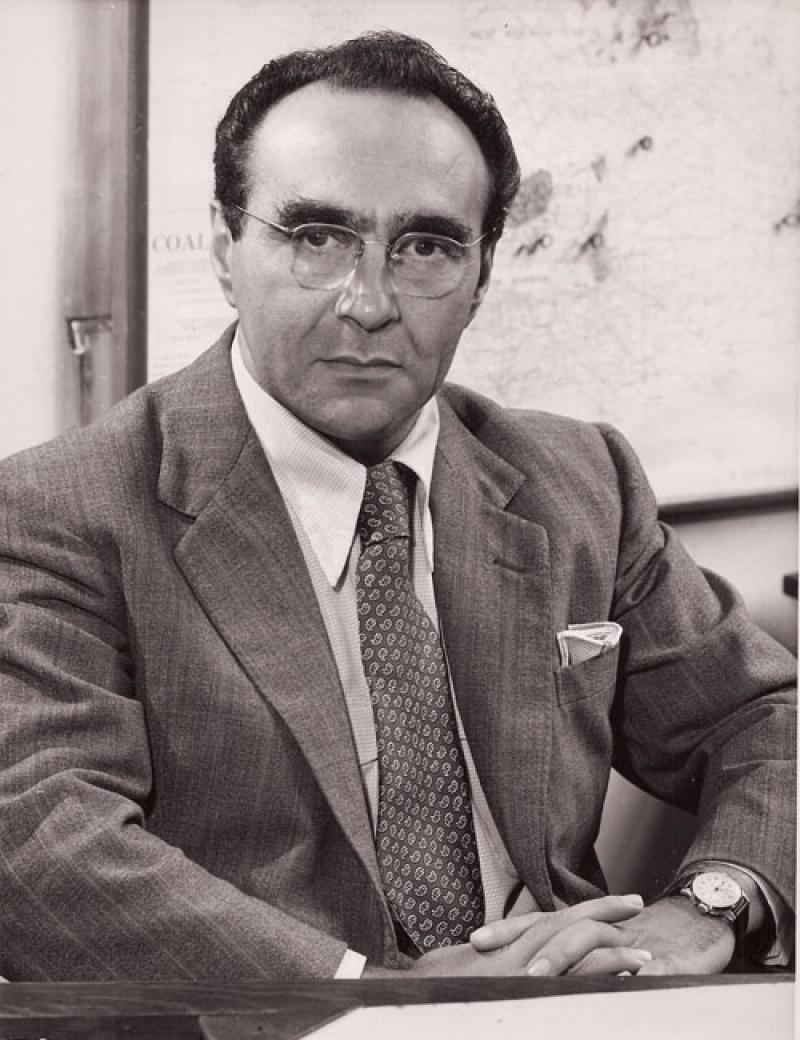
ジェイコブ・ブロノフスキー

## 経歴
ブロノフスキーが子供のころ家族はドイツへ、ついでイギリスへ移り、ケンブリッジ大学で数学を学ぶ。1934年から1942年までハル大学で数学を教え、第二次世界大戦中はオペレーションズ・リサーチ研究に従事し、ドイツ攻撃の有効性を調べていた。後には、日本の爆撃をより効果的にするための一連の数学的統計学的部隊(ユニット)の長となり、オペレーションズ・リサーチの方法の開発の一パイオニアであった。1945年から46年には、イギリス政府科学代表として来日、原爆の効果を調査し、「広島長崎原爆被害報告」を執筆。1946年のビキニ環礁における原爆実験の夜に、最初の放送「岐路に立つ人類」(Mankind at the Crossroad)を講演し、それ以来当初は原子エネルギーについて、後には一般科学について、BBC放送の人気番組の一つになった一連の科学解説を担当、その中には「日本への旅」(The Journey to Japan)や「暴力の顔」(The Face of Violence)が含まれており、特に後者は、1950-51年に全ヨーロッパで放送されたドラマの中の最優秀作としてイタリア賞を受賞した。
1947-50年には、統計学的方法を産業経済に応用する問題の研究に従事し、1947年にはユネスコにProjects Divisionの長として派遣されたが、1950-64年には、石炭庁の研究所長として無煙燃料製造の新しい方法の開発に取り組み。1959年以降、Director-General of Process Development in the National Coal boardという地位に就いて、その方法の完成に尽力し、製品はイギリスで市販の運びにこぎつけた。
この間、1953年にはアメリカのMITにCarnegie Visiting Professor of Historyとして招聘され、「人間の発見と創造」を講演。1965年1月には米国に移って、カリフォルニア州サンディエゴ市ラジョラのソーク研究所の研究員になり、その後副所長になった。
ブロノフスキーはウィリアム・ブレイクに非常に似た詩を書いた。

## 私生活
ブロノフスキーは1941年にリタ・コブレンツと結婚した 。２人は４人の子どもをもうけた、４人とも娘である。長女はイギリスの近世史を専門とする歴史学者でリサ・ジャーディンで、もうひとりは映画製作者のジュディス・ブロノフスキーである。彼は1974年にニューヨーク州イーストハンプトンで心臓発作で亡くなり、TV放送の「人間の進歩」が終了してから1年後、ロンドンのハイゲイト墓地の西側、入り口近くに埋葬された。リタ・ブロノウスキーは2010年9月にカリフォルニアで92歳で亡くなった。

## 日本語訳著書
- 『人間の発見と創造 21世紀への教育の提言』周郷博訳 (講談社現代新書) 1966
- 『原子の伝記』 ミリセント・E.セルサム共著, 紀本和男訳, ワイマー・パーセル絵. 福音館書店(福音館の科学シリーズ), 1966
- 『科学とは何か 科学の共通感覚』三田博雄, 松本啓訳. みすず書房,(みすず科学ライブラリー) 1968
- 『人間とは何か』松本啓, 森松健介訳. みすず書房,(みすず科学ライブラリー) 1969
- 『ヨーロッパの知的伝統 レオナルドからヘーゲルへ』マズリッシュ共著, 三田博雄, 宮崎芳三、松本啓、吉村毅訳. みすず書房, 1969
- 『ブレイク革命の時代の予言者』高儀進訳. 紀伊国屋書店, 1976
- 『人間の進歩』道家達将, 岡喜一訳. 法政大学出版局, 1987
- 『知識と想像の起源』野田又夫, 土屋盛茂共訳. 紀伊国屋書店, 1989